# Армяно-южнокорейские отношения
Армяно-южнокорейские отношения — отношения между двумя государствами-членами ООН — Республикой Армения и Республикой Корея. 
Дипломатические отношения между Арменией и Кореей были установлены в 21 февраля 1992 года, после распада Советского Союза и создания Третьей Республики Армения.

## Общая информация
С марта 2014 года Грант Погосян является послом Армении в Республике Корея (резиденция в Токио);
С марта 2012 года Чрезвычайный и Полномочный Посол Республики Корея в Республике Армения В.Н. Сон Лак (резиденция в Москве);
26 февраля 2014 года Ким Дао Гюн был назначен Почётным консулом Армении в Корее;
С июня 2002 года в Ереване действует Почётное консульство Республики Корея;
С июля 2004 года генеральным консулом Республики Армения в Республике Корея является Армен Абрамян.

### Официальные визиты
Республика Корея: 
Август 1994 года — Заместитель премьер-министра Армении Виген Читечян; 
Сентябрь 1999 года — Министр иностранных дел Армении Вардан Осканян;
Декабрь 2009 года — Председатель Национального Собрания Армении Овик Абраамян;
Февраль 2012 года — Министр иностранных дел Армении Эдвард Налбандян.
Армения
Май 2012 года — Вице-спикер Парламентской Ассамблеи Хун Чжэ Хун.

### Подписанные документы

#### Протоколы
Протокол об установлении дипломатических отношений между Республикой Армения и Республикой Корея 21 февраля 1992 года.

#### Соглашения
23 апреля 2012 года Правительством Республики Армения и Правительством Республики Корея были подписаны соглашения по устранению требований к визе для лиц, имеющих дипломатические и служебные паспорта.
В 2014 году Армения и Корея подписали соглашение о сотрудничестве в области культуры, спорта и образования.

## Визовый режим
6 марта 2018 года правительство Армении приняло решение о предоставление виз для граждан Южной Кореи на 180 дней, целью которой является укрепление отношений между двумя странами и развитие туризма. Для граждан Армении в остров Чеджу в течение 30 дней осуществляется либерализация визы.